# حمله نژادی تولسا
حمله نژادی تولسا (همچنین نام‌های قتل‌عام نژادی تولسا، قتل‌عام گرین وود یا قتل‌عام بلک وال استریت) در ۳۱ مه و ۱ ژوئن ۱۹۲۱ اتفاق افتاد. هنگامی که اوباش ساکنان سفیدپوست به ساکنان سیاه‌پوست و کسبه منطقه گرین وود در تولسا، اوکلاهما حمله کردند. از آن به عنوان بدترین حادثه " خشونت نژادی در تاریخ آمریکا " یاد شده‌است. این حمله بیش از ۳۵ بلوک از منطقه را ویران کرده‌است.
بیش از ۸۰۰ نفر در بیمارستان‌ها بستری شده و بیش از ۶۰۰۰ نفر از ساکنان سیاه‌پوست دستگیر و بازداشت شدند که بسیاری از آنها برای مدتها بازداشت ماندند. دفتر آمار حیاتی اوکلاهما رسماً ۳۶ کشته را ثبت کرد، اما صلیب سرخ آمریکا از ارائه تخمین خودداری کرد. در یک بررسی کمیسیون ایالتی سال ۲۰۰۱ از وقایع تخمین زده می‌شود که بین ۱۰۰ تا ۳۰۰ نفر در این شورش‌ها کشته شدند.
این شورش در تعطیلات آخر هفته روز یادبود پس از آن که دیک رولند ۱۹ ساله، یک کفاش سیاه‌پوست، به سارا پیج ۱۷ ساله، اپراتور آسانسور سفیدپوست، حمله کرد، آغاز شد.
پس از آنکه «دیک» بازداشت شد، سفید پوستان در مقابل دادگاهی که دیک در آن بود تجمع کردند و گسترش شایعاتی که وی در مورد او منتشر شده بود، به مردم سیاه محلی هشدار داد که برخی از آنها مسلح وارد دادگاه شدند. تجمعات به خشونت و در نهایت به تیراندازی کشیده شد. ۱۲ نفر از جمله ۱۰ سفیدپوست و ۲ سیاه‌پوست در آن تجمع کشته شدند. با انتشار این خبر، درگیری شدید تر از قبل شد.
شب تجمع و روز بعدی هزاران سفیدپوست به مناطق سیاهپوست نشین حمله کردند. مردها، زن‌ها و کودکان را به قتل می‌رساندند. مغازه‌ها و خانه‌ها را غارت کرده و آتش می‌زدند. نزدیک به ۱۰ هزار سیاهپوست بعد از این حمله بی‌خانمان شدند. خسارت وارد شده به املاک و ساختمان‌ها نزدیک به ۲٫۵ میلیون دلار در آن زمان (۳۲ میلیون دلار سال ۲۰۱۹) هزینه داشت.
بسیاری از بازماندگان تولسا را ترک کردند. ساکنان سیاه‌پوست و سفید که در شهر ماندند، برای ده‌ها سال درمورد وحشت، خشونت و تلفات این رویداد سکوت اختیار کردند. این شورش تا حد زیادی از تاریخ‌های محلی، ایالتی و ملی حذف شده بود: "شورش نژاد تولسای ۱۹۲۱ به ندرت در کتاب‌های تاریخ، کلاس‌های درس یا حتی خصوصی ذکر می‌شد. سیاهپوستان و سفیدپوستان به طور یکسان در دوران میانسالی بی توجه بودند از آنچه اتفاق افتاده‌است. "

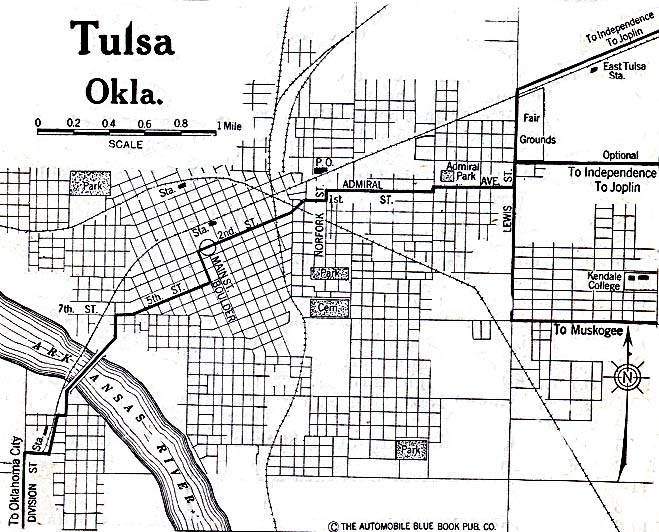
نقشه ای از تولسا در سال ۱۹۲۰. منطقه گرین وود در شمال تولسا قرار داشت.